# Euparatettix liubaensis
Euparatettix liubaensis är en insektsart som beskrevs av Zheng, Z. 2005. Euparatettix liubaensis ingår i släktet Euparatettix och familjen torngräshoppor. Inga underarter finns listade i Catalogue of Life.